# Branislav Milošević
Branislav Milošević (srbskou cyrilicí Бpaниcлaв Mилoшeвић, * 13. května 1988, Valjevo, SFR Jugoslávie) je srbský fotbalový obránce schopný nastoupit i na kraji zálohy, v současnosti bez angažmá (k červenci 2017).
Mimo Srbsko působil na klubové úrovni v České republice. V juniorských letech nastupoval i v útoku.
Jeho otec Dušan je bývalý fotbalista a trenér.

## Klubová kariéra
- OFK Osečina (mládež)
- FK Budućnost Valjevo (mládež)
- Obrenovac 1905 (mládež)
- Partizan Bělehrad (mládež)
- Partizan Bělehrad 2005–2007
- →  FK Teleoptik 2005–2007
- FK Javor Ivanjica 2008
- FK BSK Borča 2008–2012
- FK Rad 2012–2015
- FK Dukla Praha 2015–2017[1]